# Rita Lafontaine
Pour les articles homonymes, voir Lafontaine.
Rita Lafontaine, née Marie Marguerite Rita Lafontaine le 8 juin 1939 à Trois-Rivières et morte le 4 avril 2016 à Montréal, est une actrice québécoise. Elle était la fille de Roland Lafontaine et de Yvette Rocheleau.

## Biographie

### Enfance
Contrairement à ce qu'on serait porté à croire, Rita Lafontaine n'a pas passé ses étés d'enfant à jouer dans les ruelles du Plateau Mont-Royal, mais plutôt dans les cours arrière des maisons de Trois-Rivières, où elle est née. « C'était là mon terrain de jeu, explique l'actrice. J'avais un grand groupe d'amis, car à mon époque il y avait beaucoup d'enfants dans les familles. » La sienne toutefois faisait exception à cette règle. Rita n'a eu qu'un frère, qui n'était même pas né lorsque leur père est décédé. La fillette avait alors un an et demi.
Avant d'être une actrice professionnelle et de déménager à Montréal, elle a fait partie d'une troupe de théâtre amateur de Trois-Rivières, les Compagnons de Notre-Dame. Elle a joué notamment en 1960 dans la pièce Vu du pont, d'Arthur Miller.

### Théâtre
Interprète fétiche de Michel Tremblay et d'André Brassard, elle fait ses débuts au théâtre en même temps qu'eux à la fin des années 1960 et, pendant quarante ans, leurs carrières demeurent liées. Cette complicité s'établit au sein du Mouvement Contemporain, compagnie de théâtre amateur fondée par Brassard. En 1966, la comédienne et le metteur en scène montent leur premier Tremblay au Patriote-en-Haut : Cinq, première version d'En pièces détachées. 
En 1968, tous trois font des débuts professionnels remarqués avec Les Belles-Sœurs au Rideau Vert et, la même année, Rita Lafontaine est de la distribution de L'École des bouffons de Ghelderode, mise en scène par Brassard au Centre du Théâtre d'Aujourd'hui. Sous sa direction, elle interprétera une impressionnante galerie de personnages, chez Tremblay, mais aussi Françoise Loranger (Double Jeu, Comédie-Canadienne, 1969), Tennessee Williams (Le Pays du dragon, Théâtre de Quat'Sous, 1972), et même Euripide (Andromaque, Théâtre de Quat'Sous, 1974), Feydeau (Le Dindon, CNA/TNM, 1978) et Tchekhov (Oncle Vania, adapté par Tremblay, CNA/TNM, 1983), répertoire qu'elle a peu fréquenté.
Indissociable de l'œuvre dramatique de Tremblay, elle a créé une quinzaine de rôles dans ses pièces. Dirigée par Brassard, elle y rencontre ses plus grandes interprétations, retrouvant même des personnages à différentes époques : Manon dans À toi, pour toujours, ta Marie-Lou (Théâtre de Quat'Sous, 1971) et dans Damnée Manon, sacrée Sandra (Quat'Sous, 1977), Albertine à 40 ans dans Albertine, en cinq temps (Rideau Vert, 1985) et dans La Maison suspendue (Compagnie Jean-Duceppe, 1990), Madeleine 1 dans Le Vrai monde? (Rideau Vert, 1987) ou Nana, dans Encore une fois, si vous permettez (Rideau Vert, 1998) et dans Le Paradis à la fin de vos jours (Rideau Vert, 2008). Chez Tremblay surtout, elle a peaufiné le registre populaire grâce à un naturel et à une gouaille uniques, adoptant un jeu en perpétuelle tension entre le comique et le tragique. 
Parallèlement, elle travaille avec d'autres metteurs en scène, notamment René Richard Cyr, qui monte Bonbons assortis de Tremblay au Rideau Vert (2006) et L'Examen de passage d'Horovitz chez Jean-Duceppe (1992), où on la voit régulièrement depuis 1986. Elle y fréquente les auteurs américains - Neil Simon (Souvenirs de Brighton Beach, 1986, et Bonjour Broadway, 1989), Tennessee Williams (La Chatte sur un toit brûlant, 2000), Arthur Miller (Les Sorcières de Salem, 1989) - et québécois, notamment Marie Laberge (Oublier, 1987). 
Son talent comique a été mis à profit dans plusieurs comédies estivales. Elle est fidèle à Marie-Thérèse Quinton, dont elle défend les pièces au Théâtre de la Chèvrerie (Saint-Fortunat) depuis Lucky Luciano (1987) jusqu'à La Vie en couleurs (1999). En 2004, elle fonde le Centre des arts Rita-Lafontaine, à Ham-Sud où, lors de la première saison, elle met en scène et interprète La Reine mère d'Anne Boyer et Michel D'Astous.

### Cinéma
Elle a tourné dans une trentaine de films depuis ses débuts au cinéma en 1972 dans Françoise Durocher, waitress d'André Brassard, sur un scénario de Michel Tremblay. Du même tandem suivront Il était une fois dans l'Est (1974) et Le soleil se lève en retard (1976). Son rôle majeur au grand écran est sans doute la femme en mal de passion de L'Homme de rêve (1991), film de Robert Ménard pour lequel elle remporte les prix Gémeaux, des Rendez-vous du cinéma québécois et de la revue Séquence.

### Télévision
À la télévision, on la voit entre autres dans Le Retour (1996-2001), qui lui a valu plusieurs récompenses, les dramatiques de Janette Bertrand, notamment Dis-moi-le si je dérange (1993), Le monde de Charlotte (2001-2004) et Les Super Mamies, populaire téléroman signé Lise Payette qui présente le quotidien de femmes dans la soixantaine. En 2006, elle touche à nouveau le grand public avec son spectacle solo Oscar et la dame rose, adaptation scénique du récit d'Éric-Emmanuel Schmitt, présentée au Monument-National à Montréal et au Grand Théâtre de Québec pour célébrer le centenaire de l'hôpital Sainte-Justine (Montréal).
Le 18 novembre 2005, Rita Lafontaine reçoit l'ordre du Canada.

### Décès
Rita Lafontaine est décédée le 4 avril 2016 à la suite d'une perforation des intestins. Les funérailles ont eu lieu à Montréal le 17 avril 2016. En 2021, la ville de Trois-Rivières inaugure la Place Rita-Lafontaine, située entre la Maison de la culture et le parc Champlain.

## Filmographie
- 1970 : Situation du théâtre au Québec
- 1970 : En pièces détachées (téléthéâtre) (téléthéâtre basé sur la pièce de Michel Tremblay) : Madame Bernier
- 1972 : Françoise Durocher, waitress - l'une des Françoise Durocher
- 1973 : Kamouraska : une servante
- 1973 : O.K. ... Laliberté
- 1974 : Le Grand Voyage
- 1974 : Il était une fois dans l'Est : Manon
- 1975 : La Gammick : l'épouse du directeur
- 1975 : Les Vautours : Madame Sansfaçon, une voisine
- 1976 - 1979 : Grand-Papa (série TV) : Martine
- 1976 : Parlez-nous d'amour : la grande admiratrice de Jeannot
- 1976 : Ti-mine, Bernie pis la gang... : Linda
- 1977 : L'Âge de la machine
- 1977 : Le soleil se lève en retard : Gisèle Lapointe
- 1982 - 1985 : Les Moineau et les Pinson (série TV) : Marie-Madeleine Moineau
- 1985 : Manon (série TV) : Juliette Labelle
- 1988 : Les Portes tournantes : Madame Beaumont
- 1990 - 1993 : Cormoran (série TV) : Zénone Veilleux
- 1992 : La Vie fantôme : Claire
- 1992 : La Montagne du Hollandais (série TV) : Léonie Grandmont
- 1993 : Les Grands Procès (TV) : Cécile Marchand
- 1994 : Soho
- 1994 : Mon amie Max : Madame Brabant
- 1996 - 2001 : Le Retour (série TV) : Rose Landry
- 1996 : L'Homme idéal : la mère de Lucie
- 1998 : Le Cœur au poing : Rita
- 2000 : Le Monde de Charlotte (série TV) : Reine Langevin
- 2001 : Les Parfaits (série TV) : Étiennette Labelle
- 2001 : Les Boys 3 : la mère de Ti-Guy
- 2002 : Les Super Mamies (série TV) : Monique Durand
- 2003 : La Grande Séduction : Hélène Lesage
- 2003 - 2016 : L'Auberge du chien noir (série TV) : Nicole Provencher
- 2004 - 2006 : Un monde à part (série TV) : Reine Langevin
- 2009 : Noémie : Le Secret : Madame Lumbago
- 2010 : Une vie qui commence : la grand-mère

## Distinctions
- 1990 - Prix Gémeau, Meilleure interprétation féminine rôle de soutien : dramatique
- 1992 - Prix Gémeau, Meilleure interprétation premier rôle féminin : dramatique
- 1999 - Prix Gémeau, Meilleure interprétation premier rôle féminin : téléroman
- 2000 - Prix Gémeau, Meilleure interprétation premier rôle féminin : téléroman
- 2005 - Officière de l'ordre du Canada
- 2011 - Officière de l'ordre national du Québec

## Anecdotes
Elle se livrait régulièrement en tant que chanteuse ou récitante à l'Oratoire Saint-Joseph du Mont-Royal.